# Фримен, Алекс (футболист)
Александр Майкл Фримен (англ. Alexander Michael Freeman; род. 9 августа 2004, Форт-Лодердейл, Флорида) — американский футболист, защитник клуба «Орландо Сити».

## Клубная карьера
Фримен — воспитанник клубов «Уэстон» и «Орландо Сити». 26 марта 2022 года в поединке против дублёров «Чикаго Файр» игрок дебютировал в MLS Next Pro за дублирующий состав последних. 30 апреля 2023 года в матче против «Лос-Анджелес Гэлакси» он дебютировал в MLS. 2 марта 2025 года в поединке против канадского «Торонто» Алекс забил свой первый гол за «Орландо Сити». 

## Международная карьера
В 2023 году в составе олимпийской сборной США Фримен принял участие в Панамериканских играх в Чили. На турнире он сыграл в матчах против команд Бразилии, Гондураса, Колумбии, Чили и Мексики.